# Nokdo
Nokdo är en ö i Sydkorea.   Den ligger i provinsen Södra Chungcheong, i den västra delen av landet, 160 km söder om huvudstaden Seoul. Arean är 0,95 kvadratkilometer.
Terrängen på Nokdo är lite kuperad. Öns högsta punkt är 102 meter över havet. Den sträcker sig 1,8 kilometer i nord-sydlig riktning, och 1,1 kilometer i öst-västlig riktning.